# فلاديسلاف سيزيبانياك
فلاديسلاف سيزيبانياك (بالبولندية: Władysław Szczepaniak)‏ مواليد 19 مايو 1910 في وارسو، كونغرس بولندا - الوفاة 6 مايو 1979 في وارسو، هو لاعب ومدرب كرة قدم بولندي سابق، كان يلعب في مركز الدفاع. سبق له أن لعب في كأس العالم لكرة القدم مع منتخب بلاده في مونديال عام 1938.

## المسيرة الاحترافية

### أندية لعب لها
- بولونيا وارسو

## روابط خارجية
- فلاديسلاف سيزيبانياك على موقع قاعدة بيانات كرة القدم.إي يو (الإنجليزية)
- فلاديسلاف سيزيبانياك على موقع ناشيونال فوتبول تيمز (الإنجليزية)
- فلاديسلاف سيزيبانياك على موقع أوليمبيديا (الإنجليزية)
- فلاديسلاف سيزيبانياك على موقع اللجنة الأولمبية البولندية (مؤرشف) (البولندية)